# Mysidia agilis
Mysidia agilis är en insektsart som beskrevs av Broomfield 1985. Mysidia agilis ingår i släktet Mysidia och familjen Derbidae. Inga underarter finns listade i Catalogue of Life.